# Albistriacris tuoliensis
Albistriacris tuoliensis är en insektsart som beskrevs av Zheng, Z. och R. Lu 2002. Albistriacris tuoliensis ingår i släktet Albistriacris och familjen gräshoppor. Inga underarter finns listade i Catalogue of Life.